# Necròpolis de Derveni

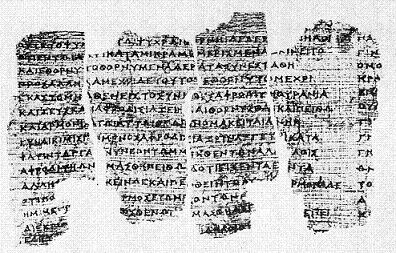
Fragments del Papir de Derveni.

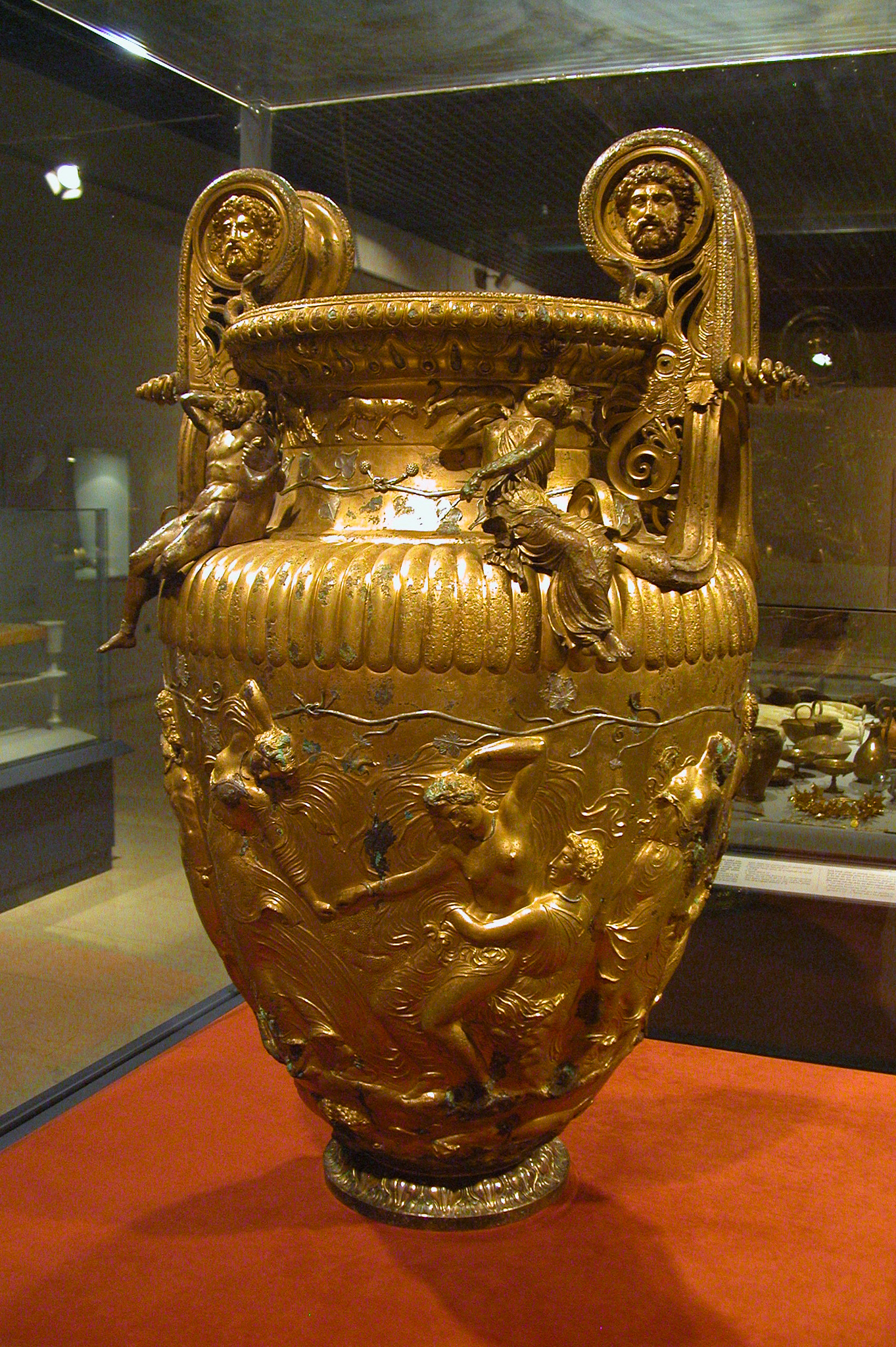
Crater del Derveni.

La necròpoli de Derveni és un jaciment arqueològic grec a Macedònia, a pocs quilòmetres al nord de Tessalònica. Va ser descobert per casualitat l'any 1962. Les tombes daten de la segona meitat del segle iv aC. El mobiliari trobat a les excavacions es conserva al Museu Arqueològic de Tessalònica; la necròpoli és famosa per la importància i la riquesa dels artefactes que es van trobar allà, especialment la cràter de Derveni i el papir de Derveni.

## Excavacions
El 15 de gener de 1962, una tomba va ser descoberta durant els treballs d'ampliació de la carretera entre Tessalònica i Kavala, a uns deu quilòmetres al nord de Tessalònica, en la collada Derveni, on passava en l'època romana la via Egnatia, a prop de la seu de l'antiga Lete; a l'endemà es van trobar amb una nova tomba. Tot seguit, es va realitzar una recerca sistemàtica sota la direcció de CI. Makaronas, de gener a agost de 1962; amb el resultat de la descoberta d'altres cinc tombes.
CI. Makaronas va donar una breu ressenya de l'excavació el 1963. Va caldre esperar fins a 1997 per a una publicació completa per part de PG. Themelis i GP. Touratsoglou.

## Les tombes
Els set tombes estan numerats en lletres gregues de Α a Η.
Tomba Α.
2,07 x 0,90 m, prof. 1,08 m. Cista-tomba coberta amb una llosa. A la llosa que cobreix la tomba va ser trobada entre les restes de la pira, el Papir de Derveni, un rotlle parcialment carbonitzat. La tomba contenia una gran quantitat d'atuells de bronze i ceràmica, incloent un crater de bronze que contenia les cendres procedents d'incineració, així com joies i objectes petits.
Tomba Β.
3.06 x 1.53m, prof. 1,62 m. Cista-tomba coberta amb una llosa, la més primmirada i més rica. És en aquesta tomba on es va trobar la famosa crater del Derveni. L'atuell contenia, a més a més de les cendres de la cremació, joies d'or, les restes d'una corona d'or i un quart stater d'or de Filip II de Macedònia. Objectes de plata, bronze i ceràmica, armes i d'altres articles també van ser part del mobiliari d'aquesta tomba.
Tomba Γ.
Cista-tomba saquejada.
Tomba Δ.
2,40 x 1,80 m, prof. 1,50 m. Cista-tomba coberta amb un sostre de fusta que es va ensorrar en el moment de la descoberta.
Tomba Ε.
Tomba-cista.
Tomba Ζ.
Tomba-cista. En particular, contenia un vas de plata.
Tomba Η.
Tomba de fossa., pp. 56-59